# Pälden Döndrub Namgyal
Pälden Döndrub Namgyal (Gangtok, 23 mei 1923 - New York, 29 januari 1982) was de twaalfde en laatste Chögyal (koning) van Sikkim. Hij volgde Tashi Namgyal op in 1963. Tijdens zijn regering werd de monarchie afgeschaft toen de bevolking stemde voor toetreding van Sikkim tot India als 22e staat.

## Jeugd en studie
Op zijn zesde ging hij naar de St. Joseph's Convent in Kalimpong, maar moest zijn school onderbreken vanwege malaria. Van zijn achtste tot zijn elfde ging hij voor studie naar een klooster, onder zijn oom Rinpoche Lhatsun. Daarop werd hij erkend als de reïncarnatie van de tulku van zowel het klooster Phodong als van Rumtek. Hierna ging hij naar het St. Joseph's College in Darjeeling. Aan de Bishop Cotton School in Simla slaagde hij in 1941.

## Familie
Hij trouwde met Sangey Deki in 1950, een dochter van een belangrijke Tibetaanse familie en samen hadden ze twee zoons en een dochter. Sangey overleed in 1957.
Hij hertrouwde in 1963 met het tweeëntwintigjarige Amerikaanse lid van de beau monde Hope Cooke. Hun huwelijk trok wereldwijd de aandacht naar Sikkim. Het koppel had twee kinderen en scheidde in 1980.

## Loopbaan, kroning en aansluiting bij India
Pälden Döndrub Namgyal diende voor zijn vader als adviseur voor binnenlandse zaken en leidde het onderhandelingsteam die de relaties met India vaststelde na diens onafhankelijkheid in 1949.
Kort na het huwelijk met Cooke werd hij gekroond op een astrologisch gunstige dag in 1965.
In 1975 werd een volksraadpleging gehouden in Sikkim waarbij 97% stemde voor aansluiting bij India. Hiermee eindigde het koningschap voor Pälden Döndrub Namgyal.
Hij overleed begin 1982 aan kanker in New York. Zijn zoon uit het eerste huwelijk, Wangchuk Namgyal, werd benoemd tot dertiende Chögyal, een functie waar niet langer officiële autoriteit aan verbonden was.

## Erkenning
Bij zijn dood kreeg hij kada's geofferd van de leden van het parlement als blijk van respect.
Van India ontving hij in 1947 de India Independence Medal en werd hij hetzelfde jaar geridderd in de Orde van het Britse Rijk. In 1954 ontving hij de Padma Bhushan van India. In 1956 ontving hij de Orde van de Zwarte Ster van Benin (Frankrijk).
Verder droeg hij de volgende titels:
- 1923-1941: Prins Pälden Döndrub Namgyal
- 1941-1947: Maharajkumar Sri Panch Pälden Döndrub Namgyal

- International Standard Name Identifier: 0000 0000 2823 6921
- Library of Congress Control Number: n85338063
- Nederlandse Thesaurus van Auteursnamen: 305638165
- SNAC: w6f77x1j
- Museum of New Zealand Te Papa Tongarewa: 37858
- Virtual International Authority File: 13770269
- WorldCat: E39PBJpYrFrb9QGvcVx9RcQ6rq